# Jan Chmelík
Jan Chmelík je bývalý náměstek policejního prezidia pro kriminální službu, vysokoškolský pedagog a médii často udváděný jako odborník na tzv. extremismus i další témata. Vyučuje na Vysoké škole finanční a správní, kde působí na katedře veřejného a evropského práva. Současně vyučuje na právnické fakultě Západočeské univerzity v Plzni.
V roce 2011 uveřejnily Parlamentní listy, a po nich i další média informace o tom, že opsal článek článek Josefa Nejedlého o institutu agenta provokatéra, čímž se dopustil plagiátorství. Nejedlý uvádí: „Ve Francii, kde jsem studoval, by s tímto způsobem akademické práce neobstál ani student, natož pak docent“. V jeho stížnosti k rektorátu, kterou má redakce k dispozici, mimo jiné píše, že „článek docenta Chmelíka přebírá konstrukci, argumentaci a myšlenky vyjádřené v mém článku. Vyskytují se zde některé identické či takřka identické pasáže, což naznačuje použití obzvlášť nevybíravé techniky (copy paste) s případnou editací některých termínů, slov či znaků.“ 